# Osoriella pallidoemanu
Osoriella pallidoemanu là một loài nhện trong họ Anyphaenidae.
Loài này thuộc chi Osoriella. Osoriella pallidoemanu được Cândido Firmino de Mello-Leitão miêu tả năm 1926.